# Tarapita
Tarapita foi um grupo da literatura da Estónia que esteve activo entre 1921 e 1922.
Tarapita teve o seu próprio jornal: Tarapita.

## Membros do Tarapita
- Albert Kivikas
- Johannes Semper
- Marie Under
- Artur Adson
- Johannes Vares-Barbarus
- Friedebert Tuglas
- August Alle
- Jaan Kärner
- Aleksander Tassa